# 达赖汗
達賴汗（？—1700年；全称貫綽克達賴汗（或丹津達賴汗（藏語：བསྟན་འཛིན་ཏཱ་ལའི་ཧན）），名朋素克（ཕུན་ཚོགས），是衛拉特蒙古和硕特部人，和硕特汗国第三任可汗，达延鄂齐尔汗的长子。
1668年3月12日，达延鄂齐尔汗去世。三年后，朋素克抵达拉萨就任。在任期间，第巴桑结嘉措专权，可汗形同虚设，五世达赖死后，桑结嘉措隐瞒丧事十余年，达赖汗朋素克毫不知情，1700年，达赖汗朋素克去世。

## 子
- 丹增旺杰
- 拉藏汗